# Motoki Hasegawa
Motoki Hasegawa (長谷川 元希 Hasegawa Motoki?), född 10 december 1998 i Saitama prefektur, är en japansk fotbollsspelare.
Hasegawa började sin karriär 2020 i Ventforet Kofu.